# アルグン市
アルグン市（アルグンし、モンゴル語：ᠡᠷᠬᠥᠨ᠎ᠠ
ᠬᠣᠲᠠ、転写：Ergün-e qota）は、中華人民共和国内モンゴル自治区フルンボイル市に位置する県級市。

## 地理
アルグン市は内モンゴル自治区大興安嶺北西麓、フルンボイル草原の北端のアルグン川東岸に位置している。市内にハウル川が流れる。北東は黒竜江省漠河市、東はゲゲンゴル市（根河市）、南東はヤグシ市（牙克石市）及びホーチン・バルグ旗、西はアルグン河をはさみロシアと接している。
市内に天然草原、牧草地、湿地、タイガなどの多様な植生がある。2017年にシラカンバ林、オロス族集落、ハウル川・アルグン川沿岸、草原などは「アルグン風景名勝区」として中華人民共和国国家級風景名勝区に認定された。

## 歴史
1727年（雍正5年）、清朝はエルグネ河（erugune bira、額爾古納河、アルグン河）流域にカルン（karun、卡倫、見張り所）を設置、辺境防衛と地方行政を担当し清代末、中華民国初年まで存続した。1920年、中華民国政府は室韋県及び奇乾設治局（翌年に奇乾県に改編）を設置。1933年（大同2年）満州国により室韋県及び奇乾県はエルグネ左翼旗及びエルグネ右翼旗に改編された。1948年（民国37年）に中国共産党により両旗は統合され「額爾古納旗（アルグン旗）」が誕生した。1966年、国務院はアルグン旗を再び左右両旗に分割。1994年、アルグン右旗は県級市のアルグン市と改編された。

## 行政区画
2ジュール・ゴドムジ（街道）、3バルガス（鎮）、1ソム（蘇木）、1郷、2民族郷を管轄：
- 街道弁事処
  - ラブダリン・ジュール・ゴドムジ（拉布達林街道）
  - 上庫力街道
- バルガス（鎮）
  - 黒山頭鎮
  - モルダガ・バルガス（莫爾道嘎鎮）
  - エンヘハダ・バルガス（恩和哈達鎮）
- ソム（蘇木）：モンゴル・ショゴイ・ソム（蒙兀室韋蘇木）
- 郷：奇乾郷
- 民族郷
  - 三河回族郷
  - エンヘ・オロス族郷（恩和俄羅斯族郷）

## 交通

### 鉄道
- 中国鉄路総公司
  - 朝烏線

（朝中方面）- 上游嶺駅 - 潮莫駅 - 莫爾道嘎駅

### 出入国検査場
- 黒山頭口岸
- 室韋口岸